# 建设路街道 (濮阳市)
建设路街道，是中华人民共和国河南省濮阳市华龙区下辖的一个乡镇级行政单位。

## 行政区划
建设路街道下辖以下地区：
景区社区、开西社区、张海社区、五甲户社区、站前社区、石化社区、戚城社区、锦绣社区、康居社区和濮水苑社区。